# Liste der Biografien/Feg
Liste der Biografien |
Portal Biografien |
Personensuche
# |
A |
B |
C |
D |
E |
F |
G |
H |
I |
J |
K |
L |
M |
N |
O |
P |
Q |
R |
S |
T |
U |
V |
W |
X |
Y |
Z |
?
 
Fa |
Fe |
Ff |
Fh |
Fi |
Fj |
Fk |
Fl |
Fm |
Fn |
Fo |
Fr |
Ft |
Fu |
Fy
 
Fea |
Feb |
Fec |
Fed |
Fee |
Fef |
Feg |
Feh |
Fei |
Fej |
Fek |
Fel |
Fem |
Fen |
Feo |
Fer |
Fes |
Fet |
Feu |
Fev |
Few |
Fey |
Fez
Die Liste der Biografien führt alle Personen auf, die in der deutschsprachigen Wikipedia einen Artikel haben. Dieses ist eine Teilliste mit 29 Einträgen von Personen, deren Namen mit den Buchstaben „Feg“ beginnt.

## Feg

### Fega
- Fegan, Roshon (* 1991), US-amerikanischer Schauspieler, Tänzer und Sänger

### Fege
- Fegebank, Barbara (* 1946), deutsche Haushalts- und Ernährungswissenschaftlerin
- Fegebank, Katharina (* 1977), deutsche Politikerin (Bündnis 90/Die Grünen), MdHB
- Fegelein, Hermann (1906–1945), deutscher Offizier der Waffen-SSHermann Fegelein (1906–1945)

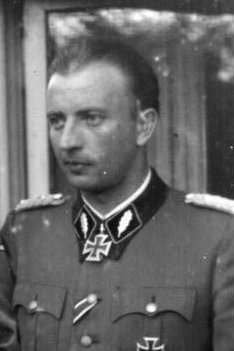
Hermann Fegelein (1906–1945)

- Fegelein, Waldemar (1912–2000), deutscher Soldat, Mitglied der Reiter-SS und Offizier der Waffen-SS
- Feger, Hubert (1938–2022), deutscher Psychologe
- Feger, Josef (1920–2010), deutscher Politiker (CDU), Oberbürgermeister der Stadt Leutkirch im Allgäu
- Feger, Otto (1905–1968), deutscher Archivar und Historiker
- Feger, Placidus (1804–1882), österreichischer Benediktiner
- Féger, René (1904–1943), französischer Sprinter und Mittelstreckenläufer
- Feger, Robert (1918–1987), deutscher Klassischer Philologe, Bibliothekar und Heimatforscher
- Fegerl, Stefan (* 1988), österreichischer Tischtennisspieler
- Fegert, Jörg M. (* 1956), deutscher Kinder- und Jugendpsychiater, Psychotherapeut und Hochschullehrer

### Fegg
- Fegg, Franz (1954–2016), deutscher Fußballspieler und Fußballtrainer
- Fegg, Robert (* 1978), deutscher Rennrodler
- Fegg, Rupert (* 1948), deutscher Direktor der Kunstakademie Bad Reichenhall
- Feggelen, Iet van (1921–2012), niederländische Schwimmerin
- Feggelen, Ruud van (1924–2002), niederländischer Wasserballspieler

### Fegh
- Feghali, Bassem (* 1977), libanesischer Komiker, Sänger, Dragkünstler und Parodist
- Feghali, José (1961–2014), brasilianischer Pianist und Musikpädagoge
- Feghelm, Siegbert (1942–1995), deutscher Fußballspieler
- Feghouli, Sofiane (* 1989), algerischer Fußballspieler

### Fegl
- Fegley, Oakes (* 2004), US-amerikanischer Kinderdarsteller

### Fegt
- Fegté, Ernst (1900–1976), deutscher Szenenbildner
- Fegter, Jan (1852–1931), deutscher Politiker (FVP, DDP), MdR
- Fegter, Jan (* 1969), deutscher Handballspieler
- Fegter, Popke (1874–1946), Unternehmer in Norden sowie Gründungsmitglied und langjähriger Vorsitzender des Entwässerungsverbandes
- Fegter, Susann, deutsche Erziehungswissenschaftlerin

### Fegy
- Fegyverneky, Zsófia (* 1984), ungarische Basketballspielerin